# 帆引新田
帆引新田（ほびきしんでん）は、かつて岐阜県海津郡に存在した村である。
現在の海津市海津町帆引新田、七右衛門新田に該当する。
発足時は下石津郡の村であったが、郡制施行後、海津郡の村となっている。

## 歴史
- 1652年（承応元年） - 帆引新田が開墾される。
- 1889年（明治22年）7月1日 - 町村制により、七右衛門新田と帆引新田が合併し、帆引新田が発足。
- 1897年（明治30年）4月1日[1] - 郡制に基づき、下石津郡、海西郡と安八郡の一部が合併し、海津郡になる。帆引新田は海津郡の村となる。
- 1897年（明治30年）4月1日 - 稲山村、安田村、安田新田、本阿弥新田、沼新田、深浜村と万寿新田（一部）と合併し、西江村発足。同日、帆引新田廃止。